# Agelasta basispreta
Agelasta basispreta es una especie de escarabajo longicornio del género Agelasta, categorizada en la tribu Mesosini, de la subfamilia Lamiinae. Fue descrita por Heller en 1923.

## Descripción
Mide 13-19 mm de longitud.

## Distribución
Se distribuye por Filipinas.